# Kunratice (okres Liberec)
Kunratice (německy Kunnersdorf) jsou vesnice na severu České republiky, ve Frýdlantském výběžku Libereckého kraje, v okrese Liberec. Od krajského města Liberec jsou vzdáleny 17 kilometrů severozápadním směrem. Žije zde 344 obyvatel.
První písemná zmínka o Kunraticích se datuje do závěru 14. století. Obec vznikla při obchodní cestě z východu do Žitavy. Vlivem toho se vesnice mohla rozvíjet a to až do třicetileté války, po níž, v rámci rekatolizace, část obyvatel své domovy opustila a emigrovala do sousední Lužice. V závěru 18. století se Kunratice několikrát připojily na stranu revoltujících proti robotě, avšak povstání byla vždy potlačena. Na počátku 19. století došlo u Kunratic v lokalitě zvané Tongrund k ozbrojenému konfliktu mezi Napoleonovou a rakouskou armádou, ve kterém se povedlo Napoleonovy útočníky porazit. Na přelomu 19. a 20. století se v obci rozvíjel průmysl, když zde své výrobky produkovala výrobna ovocných džemů a šťáv spolu s cihelnou a šamotkou. Od roku 1900 měly Kunratice zajištěno železniční spojení, a to až do roku 1976, kdy byla železniční trať zrušena. V polovině 20. století poklesl vlivem druhé světové války a následného odsunu Němců počet zdejšího obyvatelstva. Mezi roky 1980 a 1992 se navíc Kunratice staly součástí sousedního města Frýdlant. V roce 2010 sice obec a její okolí postihly povodně, ale místní se z nich vzpamatovali a počínaje rokem 2013 v odkazu na zdejší někdejší průmyslový podnik pořádají mezinárodní JamParádu, soutěž v uvaření co možná nejchutnější zavařeniny.
Katastr obce je součástí geomorfologické provincie Česká vysočina a po jeho severní straně zde protéká řeka Smědá, jejímž zdejším přítokem je Kunratický potok. Na území sídla roste památný strom nazvaný Kunratický liliovník. Na katastru se nacházejí tři památkově chráněné stavby: kostel Všech svatých, krucifix u hřbitova a torzo kaple Panny Marie Bolestné.

## Pojmenování
Jméno obce se prvně objevilo ve tvaru Conradsdorf, tedy Konrádova Ves, a odkazuje na zdejšího prvního osadníka. Postupně přecházelo od Konradisdorff (zaznamenané k roku 1381), přes Kunradstorf (1409), Kunersdorff (1448), Konersdorff (1463), Khuuerßdorff (1654), Kunersdorf (1790), až po Kunnersdorf (1834). Od roku 1923 byl název doplněn o svou českou verzi Kunratice. Současné pojmenování (Kunratice) má obec od roku 1946, kdy bylo změněno na základě vyhlášky tehdejšího československého ministra vnitra Václava Noska.

## Historie

### 14.–18.století

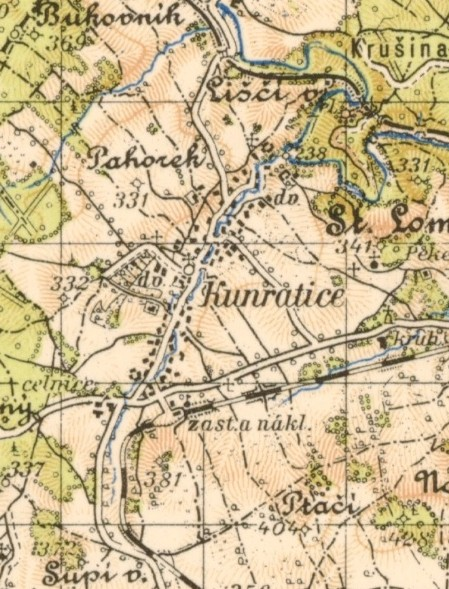
Kunratice na mapách třetího vojenského mapování

První písemná zmínka o vesnici pochází z roku 1377 v souvislosti s plebánem Nikolasem sloužícím v místním kostele, což z Kunratic dělá jedno z nejstarších sídel na celém Frýdlantsku. Jiné zdroje umisťují první zmínku do roku 1370 s tím, že o šest let později (1376) již zde měl být doložen farní kostel. K roku 1381 je ves spolu se zdejším kostelem zanesena v urbáři frýdlantského panství a z tohoto období pocházejí i místní archeologické nálezy.
Osada byla zakládána v období německé kolonizace na frýdlantském panství podél toku řeky Smědé a měla podobu údolní lánové vesnice. Těmito místy totiž procházela využívaná obchodní stezka do Žitavy. Kolem ní a zdejšího potoka se nepravidelně budovaly jednotlivé kunratické domy. Poloha osady u stezky ovlivňovala život v samotných Kunraticích. Během válek patřily ke snadno zranitelným místům, avšak v mírových dobách vesnice z obchodní stezky profitovala. Během 16. století zde navíc byla založena vlastní škola.
Od roku 1423 existoval v Kunraticích dvůr, jehož pozůstatky jsou stále patrné v panských domech u kostela. Období třicetileté války (1618–1648) a po ní následující rekatolizace měly za následek pokles počtu obyvatel. V letech 1653 a 1654, kdy se v Kunraticích nacházelo 44 domů, bylo obsazeno jen devět z nich. Většina obyvatel z uprázdněných objektů odešla do blízké Lužice, především do Bogatyně, kde mohla i nadále praktikovat svoji protestantskou víru. Ti, co zůstali nebo se případně vrátili, pak následně v letech 1679 až 1680 podporovali řasnického kováře Andrease Stelziga, jenž stál v čele odporu proti nevolnictví na Frýdlantsku. Když bylo povstání potlačeno, musel zdejší rychtář uhradit vrchnosti pokutu ve výši 50 zlatých. V té době měla obec zemědělský charakter a během 18. století narůstal i počet jejích obyvatel, až dosáhl stavů před třicetiletou válkou. Roku 1724 zachvátil obec požár, který si za svou oběť vzal i školní budovu, proto musela být v obci postavena nová. V roce 1775 se Kunratičtí připojili k další rebelii vůči vrchnosti a v závěru července toho roku vytáhli spolu s dalšími nespokojenci z jiných obcí Frýdlantska za vrchností na frýdlantský zámek. Nepokoje muselo potlačit vojsko, ale roku 1781 císař Josef II. svým patentem všechny poddané nevolnictví zbavil.

### 19.století

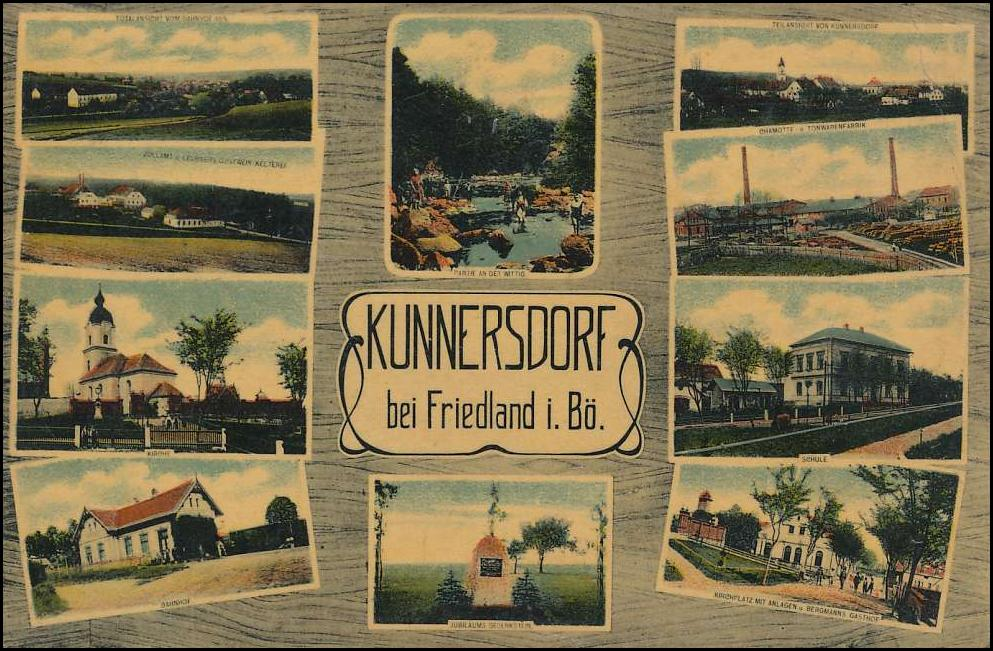
Kunratice na přelomu 19. a 20. století

Počátkem 19. století se poblíž Kunratic objevila vojska napoleonovy armády. Večer dne 17. srpna 1813 vstoupil na české území polský oddíl čítající 40 tisíc vojáků pod vedením maršála Józefa Antonia Poniatowského, kteří bojovali na straně napoleonovy armády. Na několika místech severních Čech, z nichž jedno se nacházelo východně od Kunratic, se nájezdníci utkali s obránci z rakouské armády, kterou tvořila jezdecká divize pod vedením generála Ferdinanda z Bubna a Litic spolu se 2. lehkou jezdeckou divizí vedenou generálmajorem Adamem Albertem Neippergem. Rakušanům se povedlo napoleonovu armádu přemoci. Na paměť této šarvátky byl pak při jejím stém výročí odhalen při silnici z Frýdlantu do Kunratic pomník.
Ve druhé polovině 19. století byla obec pod názvem Kunnersdorf součástí okresu Frýdlant. V obci tou dobou probíhala školní výuka v budově, která již ke konci tohoto století přestávala dostačovat. Proto byla roku 1872 postavena školní budova nová. V roce 1880 vybudoval v Kunraticích svůj průmyslový podnik Carl Christian Leubner, jenž zde založil továrnu, v níž se lisovalo ovoce a ovocné víno. Postupem let se tu též vyráběly džemy a marmelády, které společnost exportovala jak na domácí trh v Rakousku-Uhersku, tak také do zahraničí (Francie). O dva roky po Leubnerovi (1882) založil svou cihelnu a šamotku dosavadní sedlák Franz Simon. Průmyslový objekt měl tři tovární komíny a roční produkce dosahovala dva miliony cihel, vedle kterých dále vyráběl střešní tašky, drenážní roury či šamotové výrobky. Roku 1903 Simon svůj podnik prodal Ignazi Klingerovi, textilnímu průmyslníkovi z Nového Města pod Smrkem, ale cihelnu i nadále vedli Simonovi synové, a to až do roku 1911, kdy musela být pro nedostatek kvalitního vstupního materiálu uzavřena.

### 20.a 21.století
Dne 25. srpna 1900 byl zahájen provoz na úzkorozchodné železniční trati z Frýdlantu do Heřmanic, kterou vybudovaly Frýdlantské okresní dráhy. U Kunratic také došlo k železničnímu neštěstí, když 24. ledna 1907 vlak vykolejil a několik jeho vozů spadlo ze železničního náspu. Tehdy, na přelomu 19. a 20. století, kulminoval počet kunratických obyvatel. Od té doby až do 21. století postupně klesá. Během roku 1923 získala obec ke svému německému názvu Kunnersdorf také český ekvivalent Kunratice. O tři roky později, roku 1926, byl v prostoru před místním hřbitovem odhalen pomník obětem bojů první světové války.

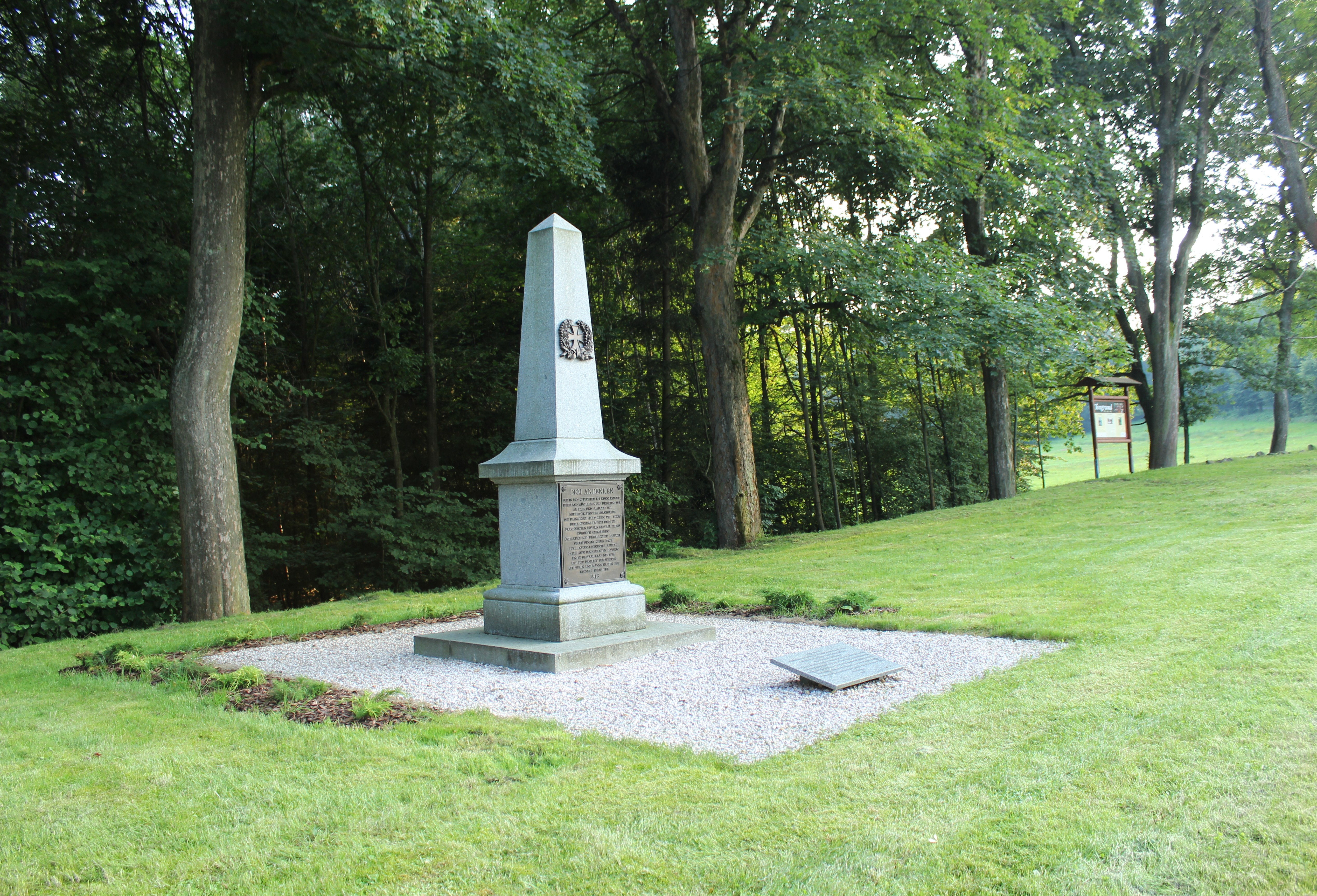
Pomník šarvátky u Tongrundu

Na základě Mnichovské dohody v noci z 29. na 30. září 1938 připadlo zdejší území nacistickému Německu. Dne 6. října 1938 projel oblastí Adolf Hitler, přičemž v doprovodu Konrada Heinleina promluvil z balkonu frýdlantské radnice. Když pak Hitler 2. prosince 1938 navštívil Liberec, proletěla toho dne nad Frýdlantskem vzducholoď Graf Zeppelin. Po druhé světové válce došlo vlivem odsunu německého obyvatelstva k nejmarkantnějšímu poklesu počtu obyvatel v obci, kdy zde roku 1930 žilo 642 obyvatel, ale o dvacet let později (1950) jejich počet klesl na 416. Po válce také skončila výroba v Leubnerově továrně na džemy a marmelády a její prostory využívalo Jednotné zemědělské družstvo (JZD). V té době navíc z pomníku upomínajícího na šarvátku u Tongrundu, který byl odhalen roku 1913, zmizela pamětní deska včetně kříže v dubovém věnci.

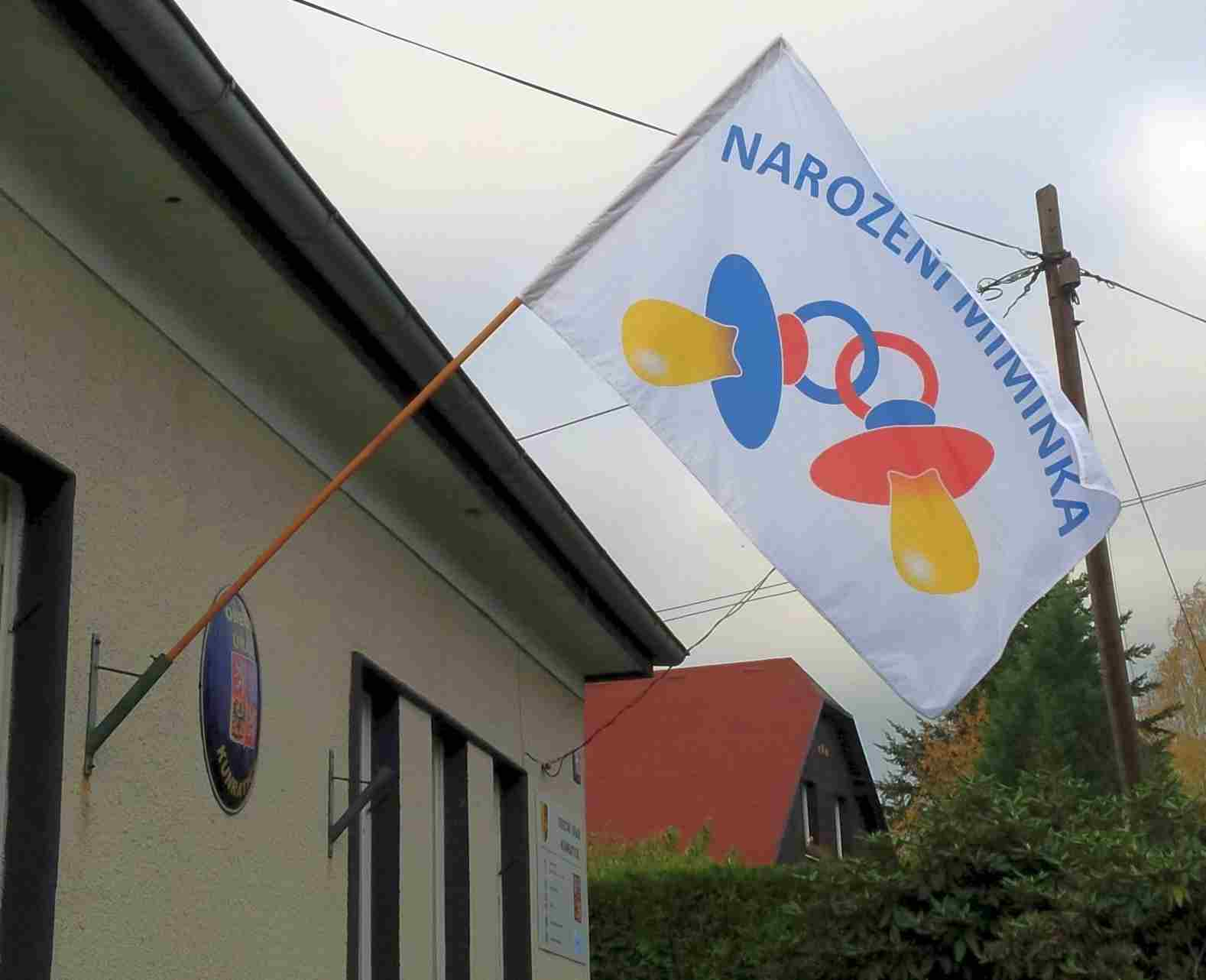
Vyvěšená vlajka oznamující narození miminka

Roku 1947 odeslalo místní vedení obce žádost o přejmenování sídla na Záhoří nad Smědavou. Návrhu však nebylo vyhověno. V rámci Akce Kulak nuceně přišlo sedm, původně zemědělských, rodin z československého vnitrozemí. Mezi nimi například rodina Františka Votavy z Ohrazenic. K 1. červenci 1960 zanikl okres Frýdlant, mezi jehož součásti do té doby patřily i Kunratice, a ty se nově staly obcí okresu Liberec. V roce 1976 skončil provoz na úzkorozchodné železniční trati z Frýdlantu do Heřmanic. Dne 1. července 1980 se Kunratice staly součástí města Frýdlantu a zůstaly jí až do konce roku 1992. Od 1. ledna 1993 jsou opět samostatnou obcí. Na začátku srpna roku 2010 postihly obec povodně. Místní se ze záplav vzpamatovali a roku 2011 otevřeli v obci místní knihovnu. Od následujícího roku vydává místní obecní úřad pro své občany informační občasník nazvaný Kunratický kurýr a počínaje rokem 2013 se v obci pořádá soutěž JamParáda, v níž mezi sebou jednotliví účastníci soupeří ve snaze o uvaření co možná nejchutnější zavařeniny. U příležitosti dvoustého výročí šarvátky u Tongrundu a stého výročí odhalení pomníku této události, který mezi tím po druhé světové válce zpustl, místní opravili a roku 2013 opětovně odhalili poničený pomník upomínající na tento konflikt. Téhož roku navíc u příležitosti 95. výročí vzniku Československa zasadili místní 28. října 2013 lípu republiky. Během podzimu 2015 představila obec bílou vlajku, na níž jsou červeno-modro-žlutě vyobrazeny dva dětské dudlíky a nad nimi nápis „Narození miminka“. Vyvěšením praporu na budovu obecního úřadu místní oslavují zdejší právě narozené děcko. Vlajka tak představuje protipól vůči černému praporu oznamujícímu úmrtí. Kunratice jsou také majitelem dvou rekreačních buněk postavených na hrázi Komárovského rybníka u Branžeže, které nabízí svým občanům za úplatu k rekreaci. V roce 2016 se v obcích, jež původně spojovala úzkorozchodná železniční trať z Frýdlantu do Heřmanic zvaná Heřmanička, tedy ve Frýdlantě, v Kunraticích, v Dětřichově a v Heřmanicích, uskutečnil první ročník šachového setkání nazvaného „Po stopách Heřmaničky“ určeného místním dětem a mládeži.

## Přírodní poměry
Obec patřila do okresu Frýdlant. Po jeho zrušení roku 1960 přešla do okresu Liberec, v jehož rámci je od roku 2000 součástí Libereckého kraje. Od krajského, a současně okresního města, jsou Kunratice vzdáleny 17 kilometrů vzdušnou čarou severozápadním směrem. Vůči Frýdlantu leží ve vzdálenosti 4 kilometrů západním směrem. Celé území obce je součástí jednoho katastrálního území pojmenovaného „Kunratice u Frýdlantu“ a leží také v jedné základní sídelní jednotce „Kunratice“. Zdejší katastrální území má rozlohu 12,42 kilometru čtverečního a z 37 % jej tvoří lesní půda, dalších 36 % představuje orná půda a trvalé travní porosty jsou zastoupeny na 18 % plochy. Zbytek připadá na vodní plochy (1 %), zahrady (1 %), zastavěné plochy a nádvoří (1 %) a ostatní plochy (6 %).

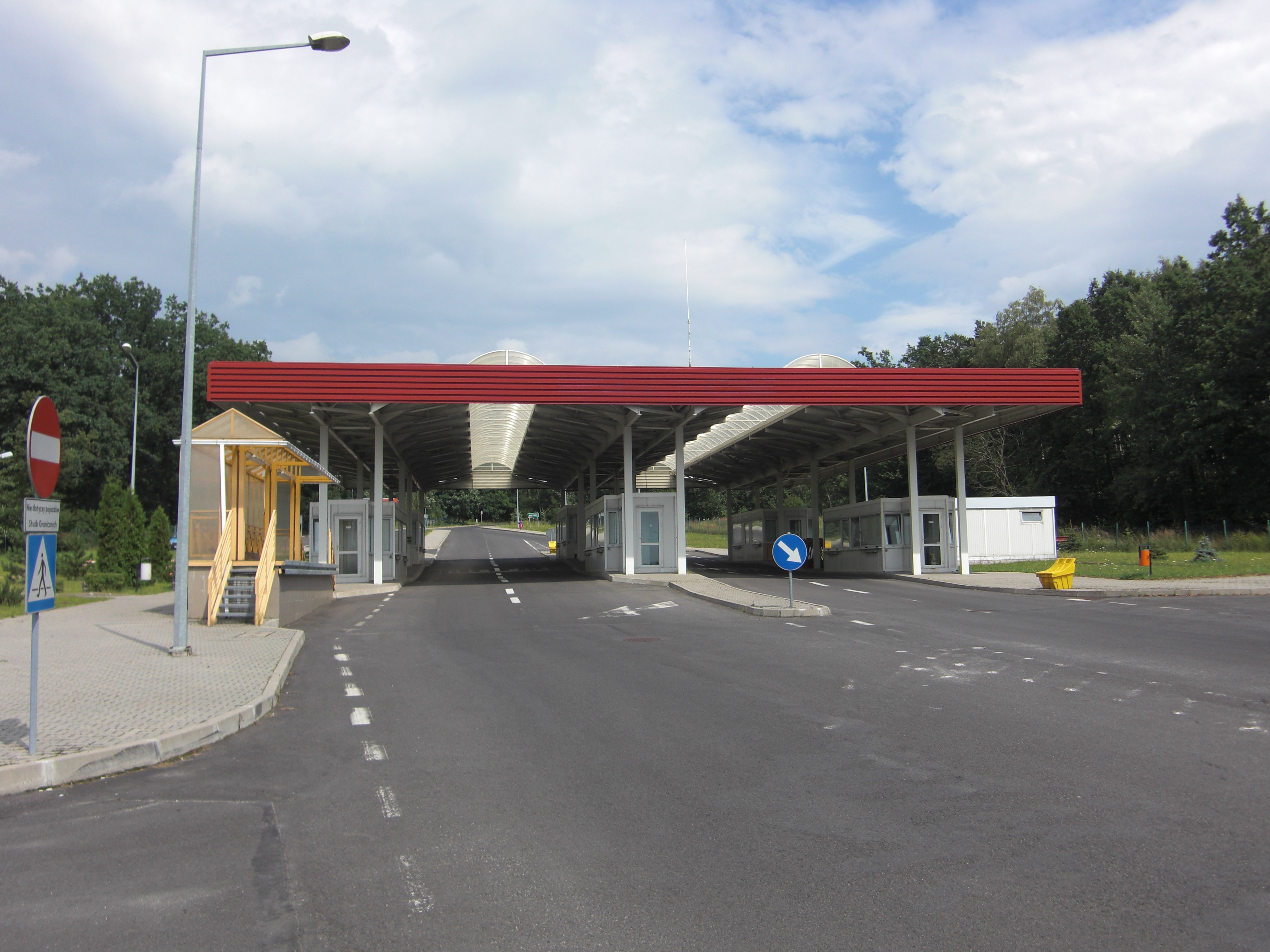
Někdejší silniční hraniční přechod

Součástí hranice katastrálního území je silniční hraniční přechod na silnici do polské Bogatyně. Ve směru chodu hodinových ručiček je odtud dále katastrální území vymezováno státní česko-polskou hranicí, přičemž ze západu obchází Pískový vrch (345 m n. m.) a po východní straně Buczek (325 m n. m.) a Świniec (378 m n. m.). Za ním státní hranici opustí a pokračuje přímo směrem na obec Víska. Překročí železniční trať z Frýdlantu do Černous a Zawidówa a následně se před řekou Smědou stočí k jihovýchodu a pokračuje po vodním toku. Prochází přes Hartu a sleduje tok řeky až k Frýdlantu. Na jeho západní straně říční tok opouští a stáčí se k jihozápadu. Přechází přes silnici III/03511 i těleso někdejší úzkorozchodné železniční tratě. Severně od Hájku (426 m n. m.) a Ptačího vrchu (406 m n. m.) pokračuje východním směrem po nepojmenované vodoteči a následně po polní cestě až dosáhne komunikace III/03514. Tu dále sleduje a když se pod Vraním vrchem (373 m n. m.) začne silnice stáčet k severu, pokračuje hranice katastrálního území severovýchodním směrem přes Pašeráckou naučnou stezku až ke státní hranici, kterou dále sleduje až ke zmíněnému hraničnímu přechodu na silnici do Bogatyně. Ve směru chodu hodinových ručiček tak se zdejším katastrálním územím postupně sousedí území Višňová, Frýdlant, Dětřichov a Heřmanice.

### Geologická stavba, reliéf a půdy
Území z geologického hlediska tvoří součást Českého masivu, a řadí se proto mezi nejstarší části evropského kontinentu. Největší část katastru je tvořena jíly a varvy kvartérního stáří. Kopce severozápadně a jihovýchodně od Kunratic jsou z bazaltoidů třetihorního stáří. Podél řeky Smědé se rozkládají plochy tvořené granity a metagranity. Zbylé plochy jsou především sedimenty čtvrtohorního stáří a obsahují písek, hlíny a kamenní.
Z geomorfologického pohledu je území obce prvkem provincie Česká vysočina a v ní součástí Krkonošsko-jesenické soustavy, ve které tvoří jednu z jejích osmi částí Krkonošské oblasti. V rámci této oblasti spadají Kunratice do geomorfologického okrsku nazvaného Raspenavská pahorkatina. Nejvyšším vrcholem je nepojmenovaný kopec ležící jižně od obce, který má nadmořskou výšku 382 metrů. K dalším vrcholům se řadí Pískový vrch (345 m n. m.), Kunratický vrch (332 m n. m.), Pahorek (329 m n. m.), Suchý vrch (326 m n. m.) a Liščí vrch (292 m n. m.).
Pedologicky tvoří největší část katastrálního území pseudogleje (52 %), následované regozeměmi (20 %) a kambizeměmi (14 %). Vyskytují se tu také ještě luvizemě (8 %) a místy gleje (2 %) s fluvizeměmi (2 %). Zbytek jsou silné svažité půdy spolu s rankery a litozeměmi.

### Vodstvo a podnebí

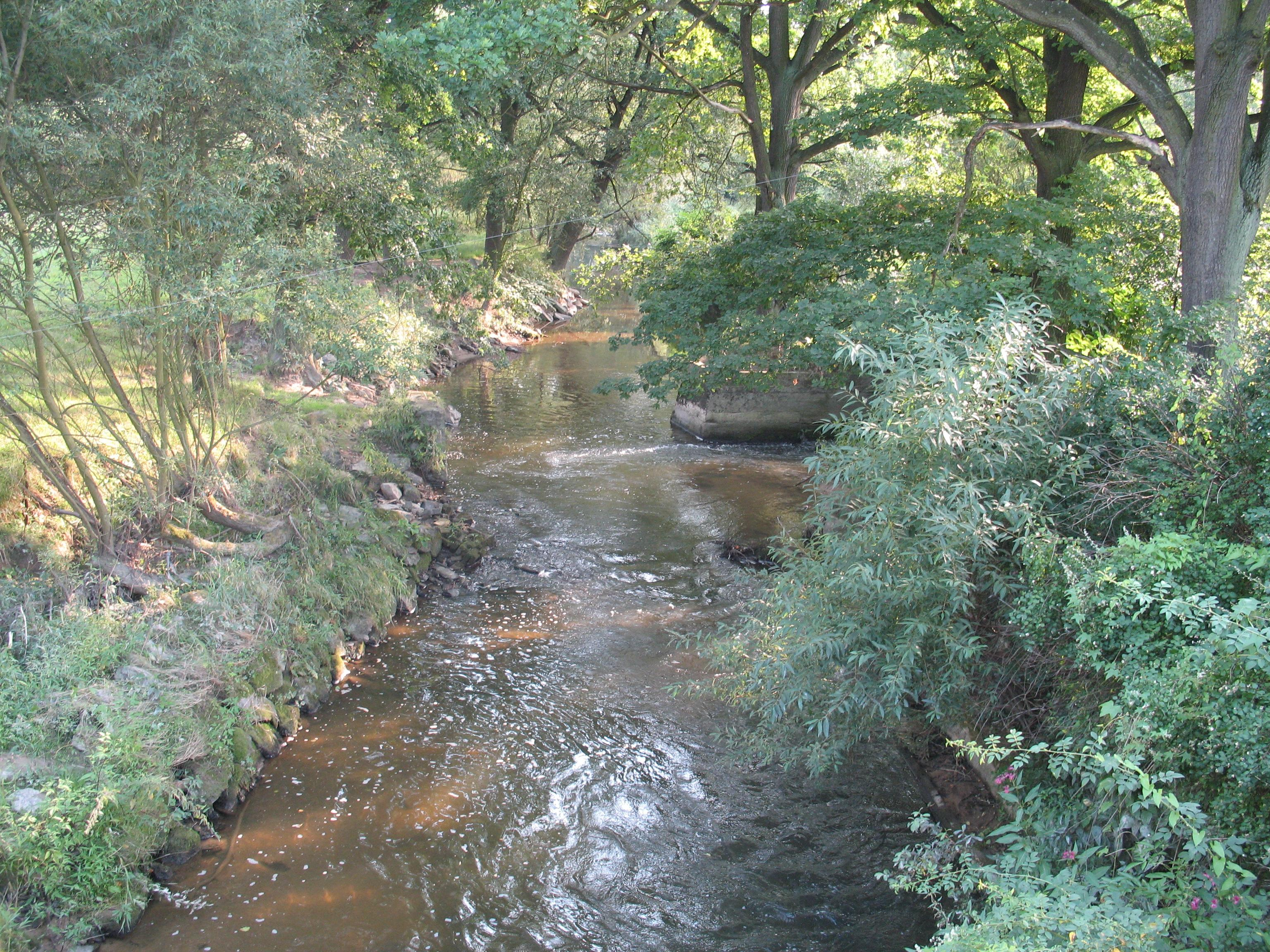
Řeka Smědá

Po severní straně katastrálního území teče řeka Smědá, na které se nachází zákruta zvaná Harta. Východně od obce teče Zaječí potok, jenž tvoří jeden z levostranných přítoků Smědé. Dalším je Kunratický potok pramenící v severovýchodních partiích obce a mající na svém toku levostranně se vlévající nepojmenované vodoteče procházející celou obcí.
Celé území se podle klimatického rozdělení republiky zpracovaného profesorem Evženem Quittem řadí do skupiny označené „MT9“. V ní se během roku vyskytuje 140 až 160 dní, během nichž teplota dosahuje minimálně 10 °C, naopak 110 až 130 dní je mrazových. Během ledna se průměrná teplota pohybuje mezi -3 a -4 °C. V dubnu se nejčastěji vyskytuje v rozmezí 6 až 7 °C a v měsíci červenci 17 až 18 °C. Říjnové průměrné teploty obvykle dosahují 7 nebo 8 °C. Během roku se vyskytne 100 až 120 dní, během nichž je celkový úhrn srážek roven nebo vyšší než 1 milimetr na metr čtvereční plochy. Počet dnů se sněhovou pokrývkou se pohybuje mezi 60 a 80 za rok.

### Flora a fauna

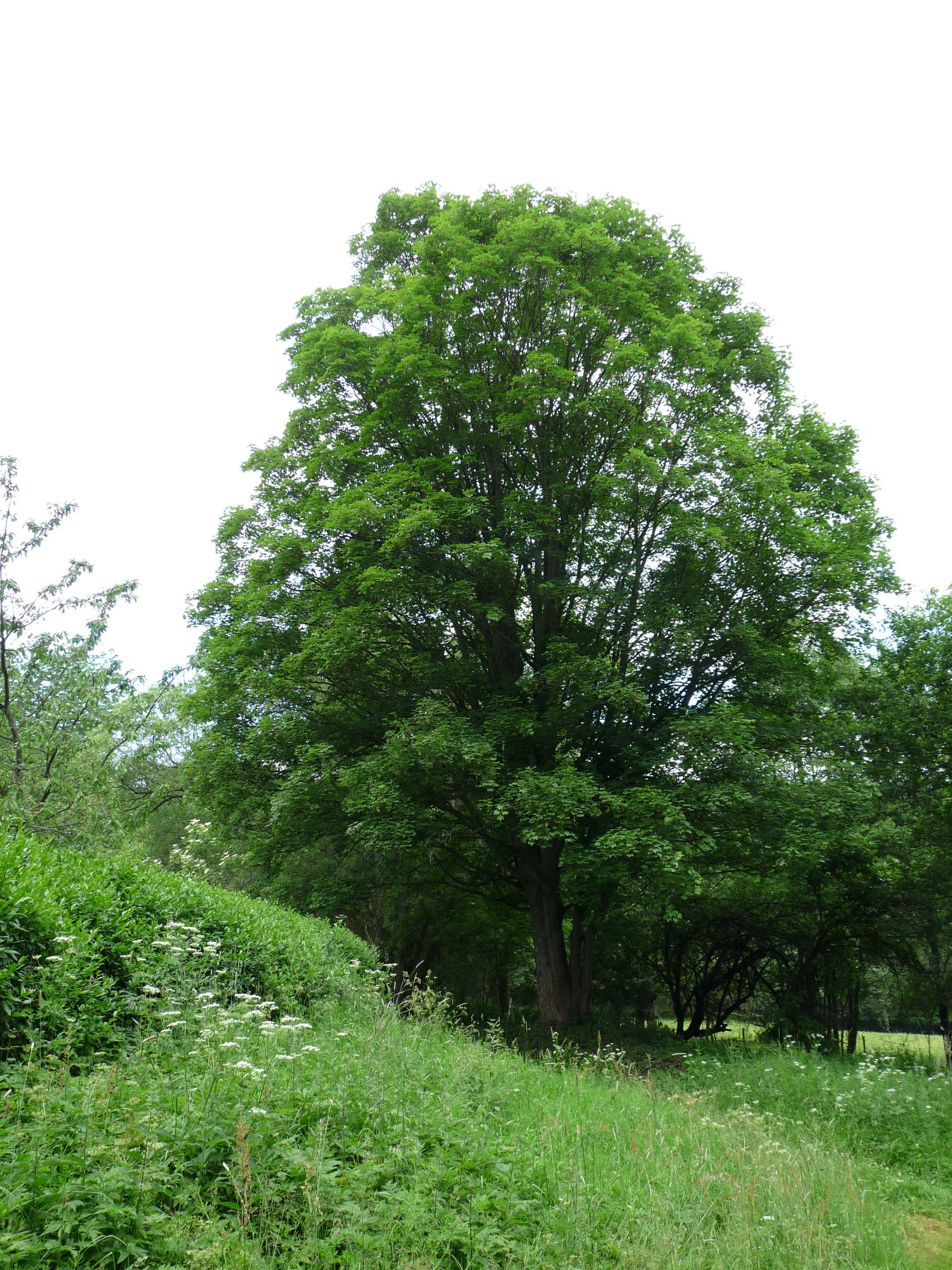
Rostou zde i javory kleny

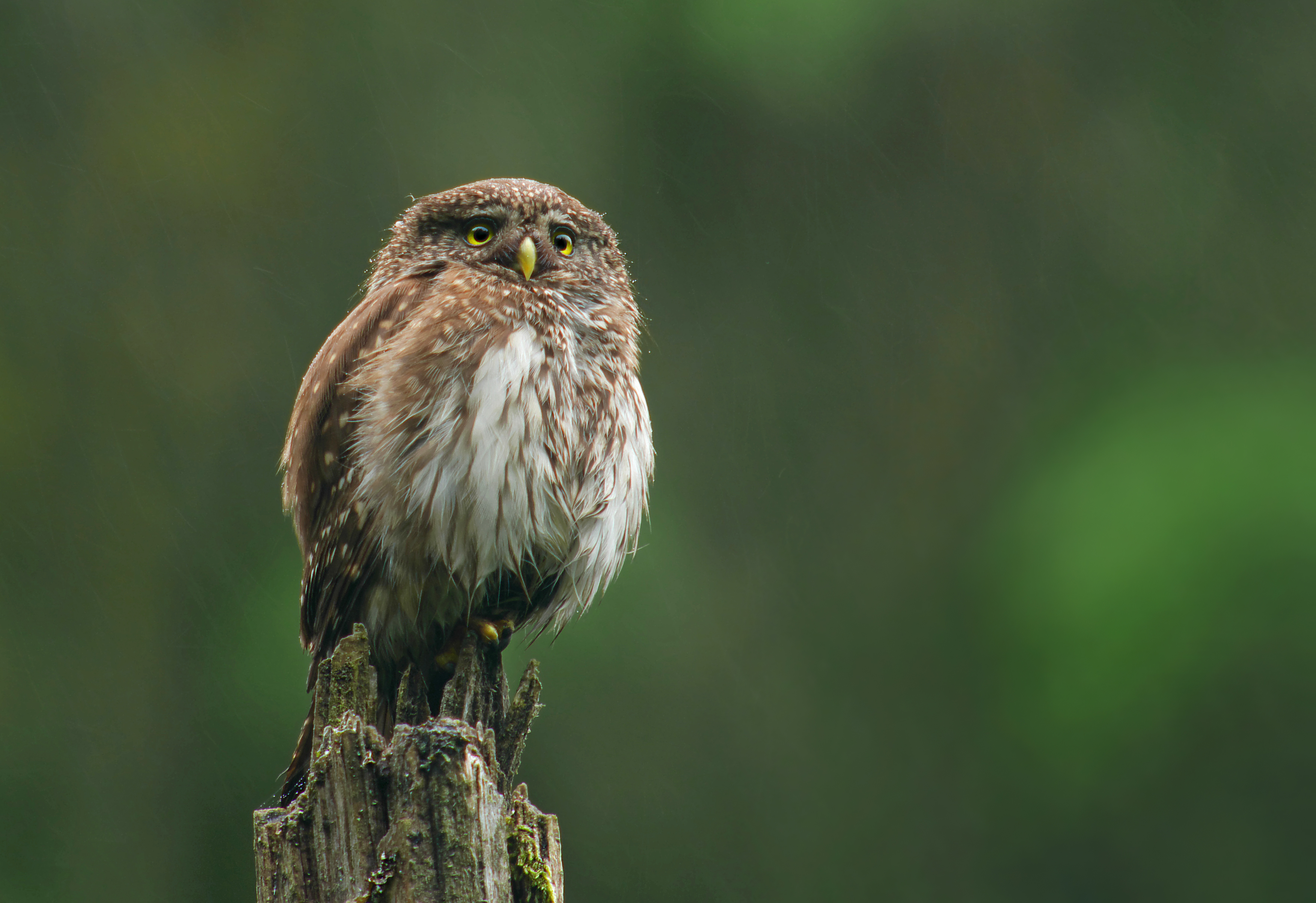
Létá tu kulíšek nejmenší

Zdejší rostlinstvo se příliš neliší od flory rostoucí v jiných oblastech České republiky. Ze stromů zde rostou duby zimní (Quercus petraea) i letní (Quercus robur), lípy srdčité (Tilia cordata) i velkolisté (Tilia platyphyllos), ale také jilm vaz (Ulmus laevis) nebo javor klen (Acer pseudoplatanus). Podél vodních toků se vyskytují olše lepkavá (Alnus glutinosa), topol osika (Populus tremula) či vrba bílá (Salix alba). Podrost lesů tvoří kopytník evropský (Asarum europaeum), strdivka nicí (Melica nutans) nebo jaterník podléška (Hepatica nobilis). Na loukách je možné nalézt pižmovku obecnou (Adoxa moschatellina) nebo dymnivku dutou (Corydalis cava). V okolí Kunratic se vyskytuje i konvalinka vonná (Convallaria majalis) či pryšec sladký (Euphorbia dulcis). Z bylin se tu vyskytuje měsíčnice vytrvalá (Lunaria rediviva), žebrovice různolistá (Blechnum spicant), kyčelnice devítilistá (Dentaria enneaphyllos), kokořík přeslenitý (Polygonatum verticillatum) nebo mnohokvětý (Polygonatum multiflorum), ale také hořec tolitový (Gentiana asclepiadea) nebo lilie zlatohlavá (Lilium martagon).
Z fauny se tu vyskytuje jelen evropský (Cervus elaphus), kuna skalní (Martes foina), rejsek horský (Sorex alpinus), dále mezi ptactvem sýc rousný (Aegolius funereus), sýček obecný (Athene noctua), výr velký (Bubo bubo), kulíšek nejmenší (Glaucidium passerinum), holub doupňák (Columba oenas), luňák červený (Milvus milvus), konipas horský (Motacilla cinerea) či bekasina otavní (Gallinago gallinago) a vodouš kropenatý (Tringa ochropus). Mezi zdejší motýly se řadí martináč bukový (Aglia tau), bělopásek topolový (Limenitis populi) nebo různorožec černopásý (Alcis bastelbergeri). Narazit je taktéž možné na brouky tesaříka pilunu (Prionus coriarius) a roháčky kovového (Platycerus caraboides) i bukového (Sinodendron cylindricum). Z plazů se tu vyskytuje slepýš křehký (Anguis fragilis), zmije obecná (Vipera berus) nebo ještěrka obecná (Lacerta agilis).

### Ochrana životního prostředí
Na území obce se nenachází žádné velkoplošné chráněné území. Uvnitř Kunratic, jihozápadně od kostela Všech svatých na hraně menšího terénního valu, roste památný liliovník tulipánokvětý (Liriodendron tulipifera), jenž je nazýván Kunratický liliovník. Jeho výška dosahuje 17 metrů a obvod kmene činí 293 centimetrů. Chráněn je od 21. prosince 2006 na základě rozhodnutí městského úřadu ve Frýdlantě.

## Obyvatelstvo

### Struktura
V obci žilo k roku 2017 úhrnem 369 lidí, z nichž bylo 207 mužů a žen asi o padesát méně (162). Průměrný věk zdejších obyvatel dosahoval v tomto období přibližně 42 let. V průběhu let počet obyvatel Kunratic stoupal až do začátku 20. století. Pak nastal úbytek, který pokračoval do poloviny tohoto století. Následně sice počet obyvatel během padesátých let 20. století vzrostl, ale následoval ho opět pokles, jenž trval až do počátku 21. století, kdy se ustálil. Po roce 2011 ovšem začal počet obyvatel znovu klesat.
| Rok                      | 1869 | 1880 | 1890 | 1900 | 1910 | 1921 | 1930 | 1950 | 1961 | 1970 | 1980 | 1991 | 2001 | 2011 | 2021 |
| ------------------------ | ---- | ---- | ---- | ---- | ---- | ---- | ---- | ---- | ---- | ---- | ---- | ---- | ---- | ---- | ---- |
| Počet obyvatel           | 741  | 773  | 790  | 833  | 804  | 712  | 642  | 416  | 503  | 446  | 420  | 390  | 387  | 391  | 365  |
| změna oproti předchozímu |      | +32  | +17  | +43  | -29  | -92  | -70  | -226 | +87  | -57  | -26  | -30  | -3   | +4   | -26  |
| Počet domů               | 113  | 131  | 135  | 140  | 142  | 143  | 146  | 143  | 101  | 98   | 99   | 98   | 113  | 117  | 123  |
| změna oproti předchozímu |      | +18  | +4   | +5   | +2   | +1   | +3   | -3   | -42  | -3   | +1   | -1   | +15  | +4   | +6   |

### Náboženský život
Přímo v Kunraticích stojí kostel Všech svatých a obec patří pod správu frýdlantského děkanství římskokatolické církve, v jehož čele stojí k roku 2025 Grzegorz Marian Czyzewski. Děkanství je součástí Libereckého vikariátu litoměřické diecéze v České provincii. Nejbližší sbor Církve Českobratrské evangelické (ČCE) se nachází v Novém Městě pod Smrkem a náboženská obec Církve československé husitské (CČSH) ve Frýdlantě. Při sčítání obyvatelstva provedeném roku 2011 se 3 % zdejších obyvatel přihlásily k římskokatolické církvi a jedna žena k pravoslavným. Další 3 % místních uvedly, že sice věří, ale nehlásí se k žádné církvi ani náboženské společnosti. Úhrnem 42 % obyvatel se označilo bez náboženské víry a zbylá část kunratických, tedy téměř jejich jedna polovina, se odmítla vyjádřit.

## Obecní správa a politika

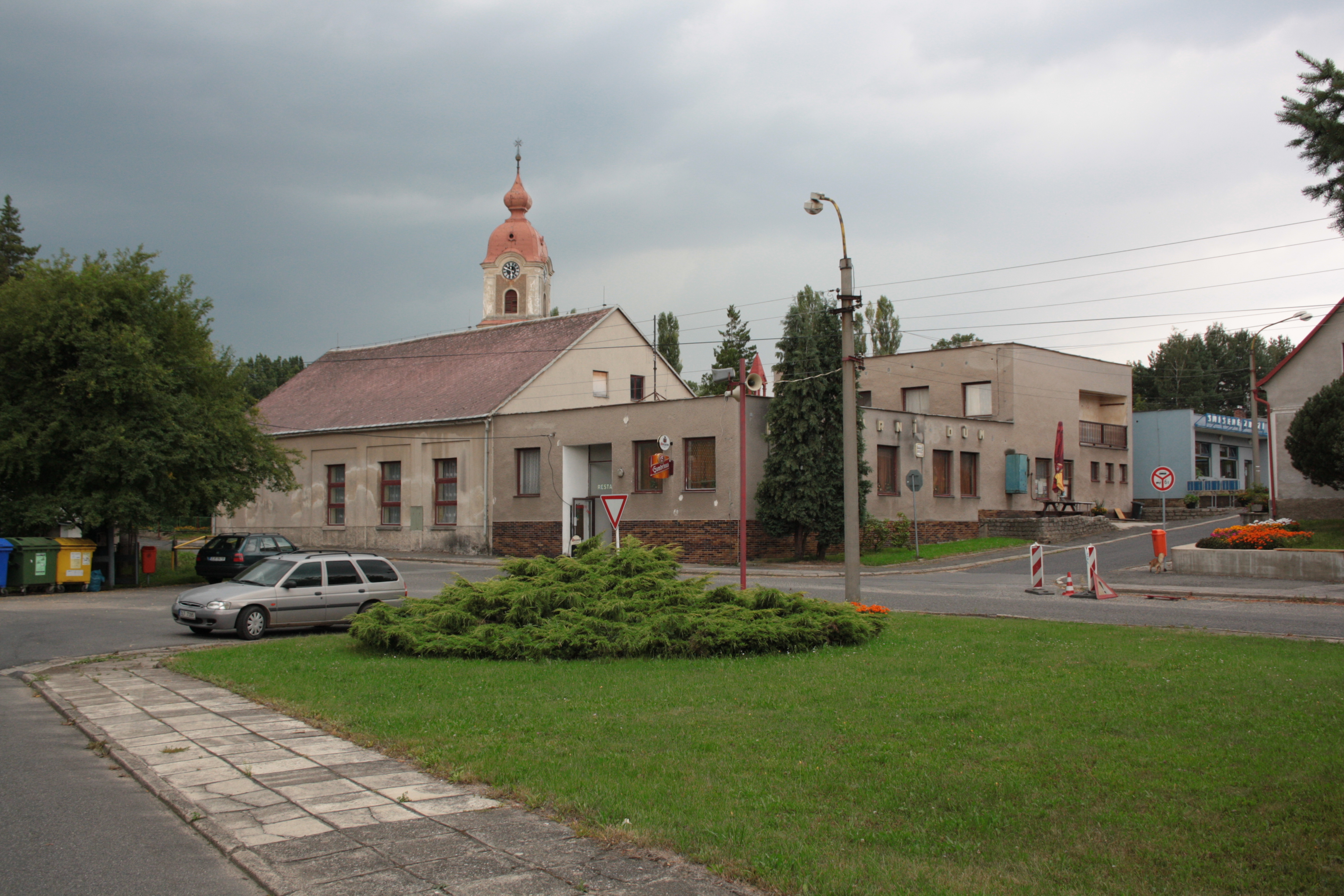
Místní náves, v boční ulici vpravo je budova obecního úřadu

### Místní části, členství ve sdruženích
Kunratice jsou tvořeny jednou základní sídelní jednotkou. Obcí s pověřeným obecním úřadem i s rozšířenou působností je pro Kunratice město Frýdlant. Obec je jedním ze členů Euroregionu Nisa, mikroregionu Frýdlantsko a místní akční skupiny Frýdlantsko. V letech 1980 až 1992 byly Kunratice součástí města Frýdlant.

### Zastupitelstvo a starosta
Obec má devítičlenné zastupitelstvo, v jehož čele stojí starosta, kterým je k roku 2018 Milan Götz. Ze starostova volebního uskupení pojmenovaného „Hasiči Kunratice“ se do zastupitelstva při komunálních volbách v roce 2014 dostalo celkem šest členů. Zbylí tři jsou z kandidátní listiny nazvané „TJ Sokol Kunratice“.
V prvních obecních volbách po opětovném získání samostatnosti Kunratic na Frýdlantu se voleb účastnily dvě uskupení sdružující nezávislé kandidáty. Z jednoho voliči vybrali pět zástupců, ze druhého čtyři. Obdobná situace se opakovala o čtyři roky později při volbách v roce 1998, kdy si opět voliči vybírali mezi nabídkami dvou sdružení nezávislých kandidátů. Tehdy z jednoho uskupení zvolili šest zástupců a ze druhého tři. O další čtyři roky později (2002) se o hlasy voličů znovu ucházela dvě sdružení nezávislých kandidátů. Jedno tvořili členové místních dobrovolných hasičů, ze kterých nakonec voliči vybrali pět zastupitelů, a druhé sympatizanti místního Sokola, z nichž byli zvoleni čtyři zástupci. Roku 2006 kandidovala stejně pojmenovaná uskupení, ale tentokrát se do zastupitelstva dostalo pět osob z kandidátky Sokola a čtyři od dobrovolných hasičů. Při komunálních volbách v roce 2010 vybírali voliči ze tří kandidátek a zvoleni byli čtyři zástupci kandidátky „Hasiči Kunratice“, tři „TJ Sokol Kunratice“ a dva „Za prosperitu obce“.

### Znak a vlajka
Z rukou Miloslava Vlčka (SOCDEM), předsedy Poslanecké sněmovny Parlamentu České republiky, převzali zástupci obce na základě rozhodnutí číslo 25 ze dne 9. října 2007 obecní znak a vlajku. Znak má zlatě a modře polcený štít, na kterém se nachází červeně zbarvený, doprava prohnutý jelení paroh – korál, jenž je v modrém poli provázán s červeně a zlatě polceným srdcem. To je shora probodnuté stříbrným mečem s jílcem zlaté barvy.
List vlajky je tvořen dvěma svislými pruhy ve žluté a modré barvě. Ve středu vlajky se nachází směrem k žerdi prohnutý červeně zbarvený jelení paroh – korál, který je v modrém poli provázen červeno-žlutě polceným srdcem, jež je ve směru od shora dolů probodnuto bílým mečem majícím žlutý jílec. Poměr šířky ku délce vlajky činí 2 : 3. Jelení paroh ve znaku a na vlajce odkazuje k rodovému erbu Biberštejnům, jimž zdejší území kdysi patřilo.

## Hospodářství a doprava

### Hospodářství
Zdejší obyvatelstvo pracovalo především v zemědělství. V obci ale působily dva průmyslové podniky. Jeden se specializoval na výrobu marmelád a džemů, zatímco druhý produkoval cihelné zboží.

#### Výrobna ovocných džemů a šťáv
Počínaje rokem 1880 existovala v Kunraticích továrna, v níž se vyráběly ovocné džemy a šťávy. Založil ji Carl Christian Leubner jako lisovnu ovoce a ovocných vín. Podnikání se dařilo a v rozvoji pokračoval i Leubnerův syn Heinrich. Ten nechal postavit pět lisů na ovoce, které poháněly parní stroje, a při výrobě džemů začal používat vakuové kádě. Společnost, jež nesla název Leubners Sohn Erste Nordböhmische Obst und Beerenkelterrei, dosahovala takové významnosti, že když se plánovalo vybudování úzkorozchodné tratě z Frýdlantu do Heřmanic, vymohla si změnu jejího trasování, aby vedla kolem areálu závodu a podnik tak měl zabezpečený rychlý odbyt svých výrobků, které vyvážel jak na domácí trhy v celém Rakousku-Uhersku, tak také do zahraničí, do Paříže. Po druhé světové válce odešla část majitelů do Spojených států amerických a další členové rodiny byli v rámci odsunu přesídleni do Německa. Nevyužívanou továrnu posléze zabralo Jednotné zemědělské družstvo (JZD) a nevyužívaný objekt chátrá. Na zašlou slávu továrny odkazuje soutěž JamParáda, v níž se účastníci poměřují ve výrobě co možná nejchutnějších marmelád a džemů.

#### Cihelna

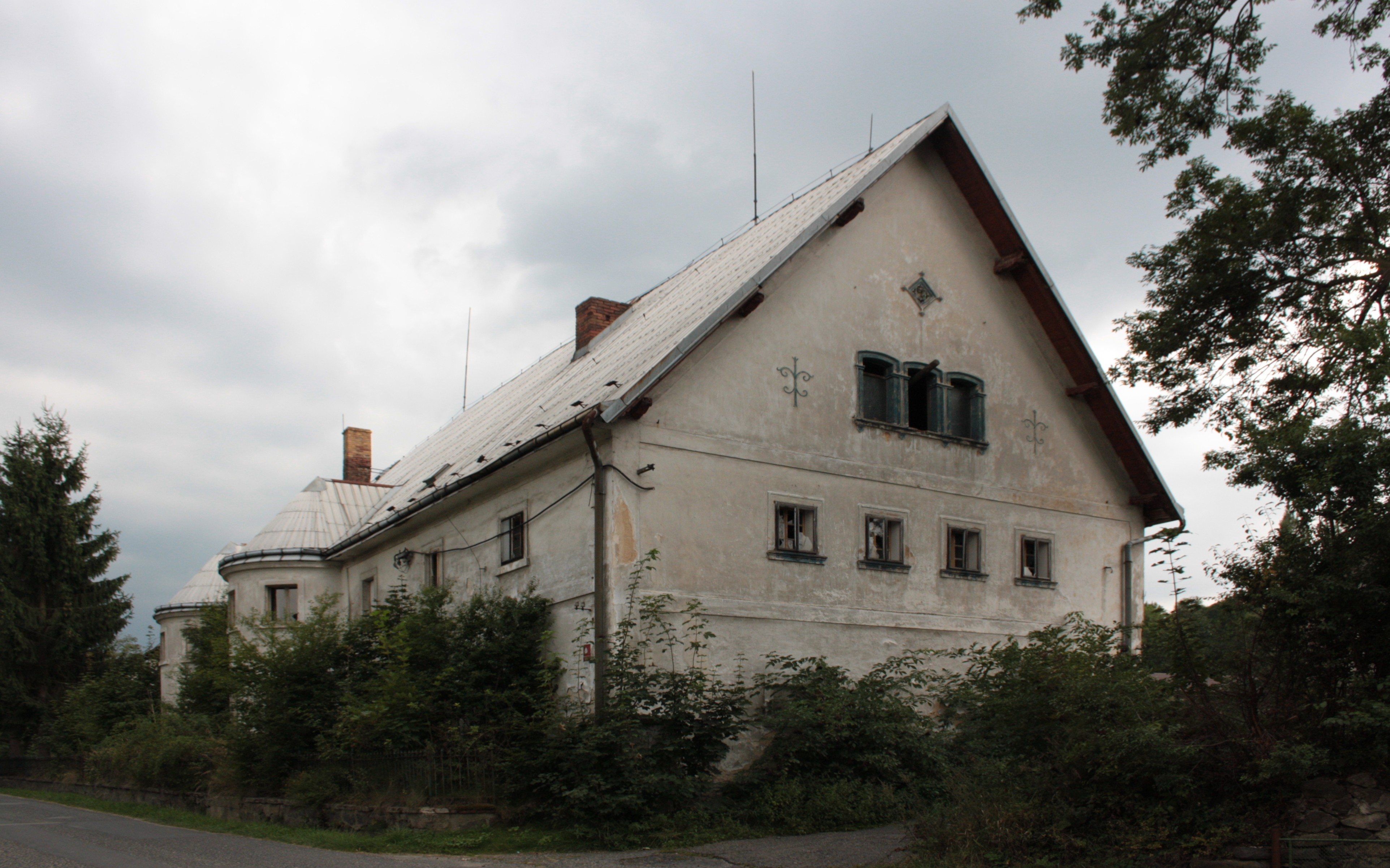
Bývalý hospodářský dvůr čp. 1

Roku 1883 založil Franz Simon průmyslovou cihelnu, šamotku a keramičku. Závod vybudoval nedaleko kunratického kostela a hospodářského dvora čp. 1, který mu také patřil. Svou první pec Simon vybudoval podle návrhu Wilhelma Stärze z Frýdlantu, kterému posléze svěřil i stavby dalších objektů. Pec měla dvojité žárové klenutí spolu se zvratným plamenem po celkem čtyřech topných kanálech. Rozměry pece, včetně topíren, činily 20,4 × 10,5 metrů. Továrna měla i dvacetimetrový komín.
Součástí hospodářského dvora byl někdejší mlýn. V něm roku 1886 nechal Simon zprovoznit malou vodní turbínu typu Girard. K přívodu vody na turbínu sloužilo potrubí vedoucí sem z akumulační nádrže. Energii vyrobenou turbínou podnik zpočátku využíval k pohonu zdejších hospodářských strojů a zařízení, mezi než se řadila máselnice, krouhačka řepy spolu s řepní pračkou a drtičkou. Následující rok (1887) se navíc k turbíně připojily stroje z cihelny, tedy stojatý běhoun kolového mlýna, vytvářecí stroj na cihly, jenž měl podobu ležatého trámcového lisu, a též tlaková pumpa. Pro převod energie z mlýna na transmise daných pracovních strojů umístěných do přístavby vedle sušicí kůlny využíval lanový přenos.
Roku 1887 se Simonova továrna rozšířila o nový objekt, v němž byla zřízena dvojitá muflová pec. Rozměry jedné pece činily 3 × 3 metry a mufle měly svou vnitřní výšku 1,60 m a šířku 1,30 m. Další rok (1888) dostal továrník od okresního hejtmanství svolení ke stavbě dalšího objektu, v němž se nacházela keramická pec, a vedle něj třicetimetrový komín spolu s kotelnou, dále strojovnou s parním strojem a skladovými prostory. Parní stroj byl pomocí transmise spojen se sousedním objektem, v němž se nacházely cihlářské stroje, a následně též se sušárnou. Následující rok nechal Simon vybudovat další objekt, do kterého umístil keramickou pec a sklad uhlí. Přenos energie z parního stroje do nové přístavby s cihlářskými stroji zajišťovala transmise. K této budově byl navíc postaven obytný objekt a dále žárová klenutá pec se zvratným plamenem a čtyřmi topnými kanálky. K dopravě pracovních vozíků naplněných pracovní surovinou do patra se využíval lanový výtah poháněný transmisí z parního stroje.
V roce 1894 se průmyslový závod rozšířil ještě o čtrnáctikomorovou kruhovou pec Hoffmannovy soustavy. Zařízení stavitel Stärze umístil do budovy s hřebenovým světlíkem, mající rozměry 47,90 × 25,20 metrů. Pec měla komín o výšce 35 metrů a stavebně navazovala na žárovou pec zbudovanou roku 1883.
Po druhé světové válce areál cihelny pomalu chátral, až zanikl. Dochoval se pouze hospodářský dvůr čp. 1 a starý mlýn. Zchátralý hospodářský dvůr čp. 1, který pravděpodobně v Kunraticích existoval již v polovině 18. století, převzala do svého vlastnictví obec výměnou za některé zemědělské pozemky. S podporou místních občanů byla zahájena rozsáhlá rekonstrukce objektu, který se má stát novým  sídlem obecního úřadu a komunitním a kulturním centrem.

#### Ostatní
Po sametové revoluci se v obci rozvinulo soukromé podnikání. V provozu je například prodejna smíšeného zboží Ivy Richtrové či společnost Agrofanda podnikající v oblasti zemědělství.

### Doprava
Obcí v severojižním směru prochází silnice číslo III/0353. V jižních částech Kunratic ji křižuje silnice III/03511 spojující Frýdlant se státní hranicí a dále pokračující do polského města Bogatynia. Východně od Kunratic odbočuje z této komunikace silnice III/03512, která se v severních částech Kunratic, nedaleko autobusové zastávky „Kunratice, U mostu“, napojuje na silnici III/0353. Po silnici III/03511 od Frýdlantu podle Celostátního sčítání dopravy provedeného v roce 2020 denně průměrně jezdilo 2089 osobních automobilů, 207 nákladních automobilů a traktorů, 24 autobusů a 27 motocyklů. K tomu tu navíc denně projede průměrně 76 cyklistů. Na území obce se nacházejí tři autobusové zastávky, odkud jezdí spoje do Liberce, Chrastavy, Mníšku, Frýdlantu, Heřmanic či Višňové, ale také do polské Bogatyně.

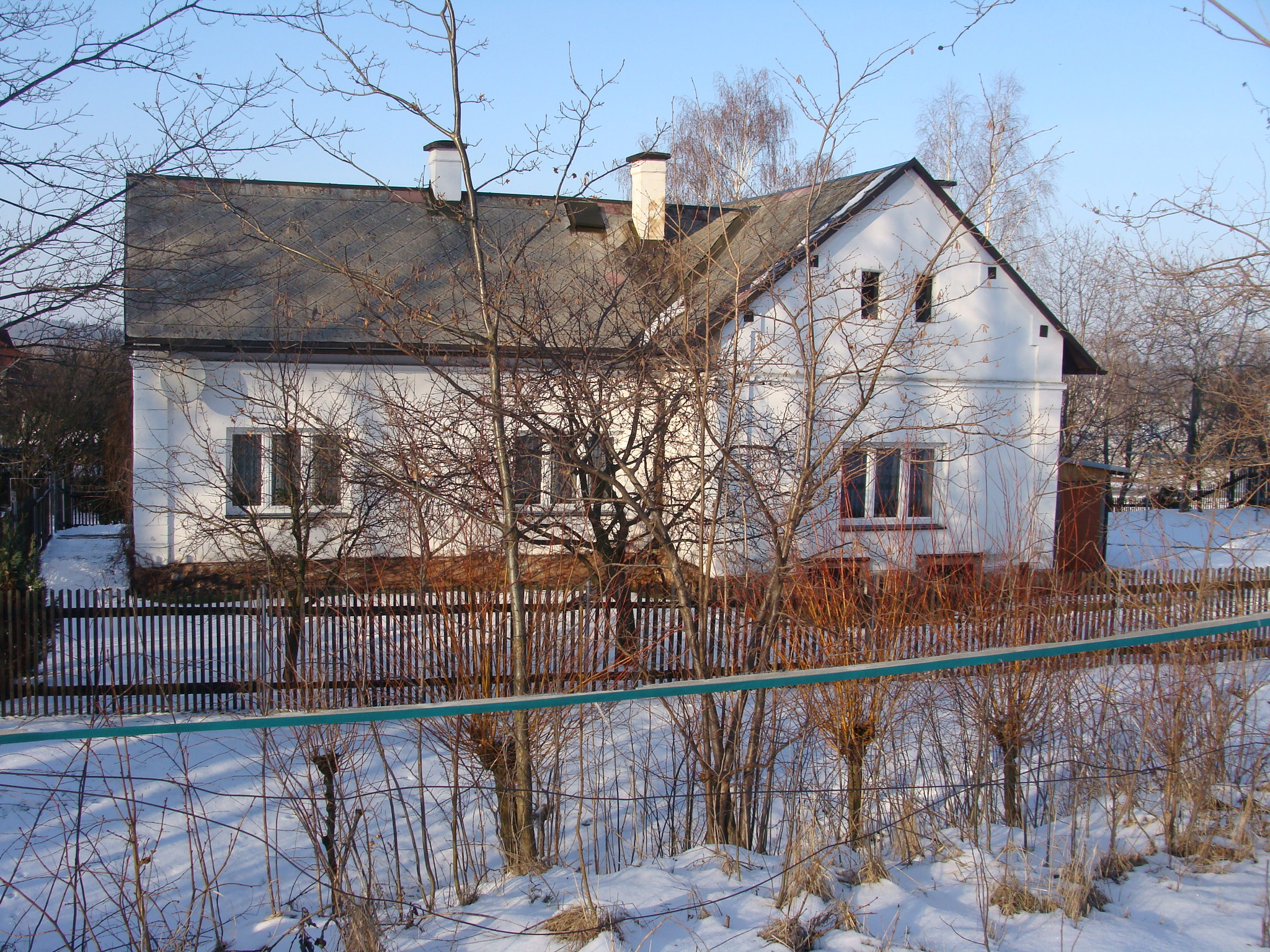
Někdejší kunratická výpravní budova

Jižně od Kunratic vedla od roku 1900 úzkorozchodná železniční trať spojující Frýdlant s Heřmanicemi. Přímo v Kunraticích se na ní nacházela železniční zastávka Kunratice u Frýdlantu. Provoz na trati ovšem skončil roku 1976. Nejbližší železniční zastávka se tak nachází na západním okraji města Frýdlant a je pojmenovaná Frýdlant v Čechách.
Po východní straně Kunratic je vedena cyklistická trasa číslo 3039 spojující Hrádek nad Nisou s Višňovou.

## Školství, kultura a sport

### Školství

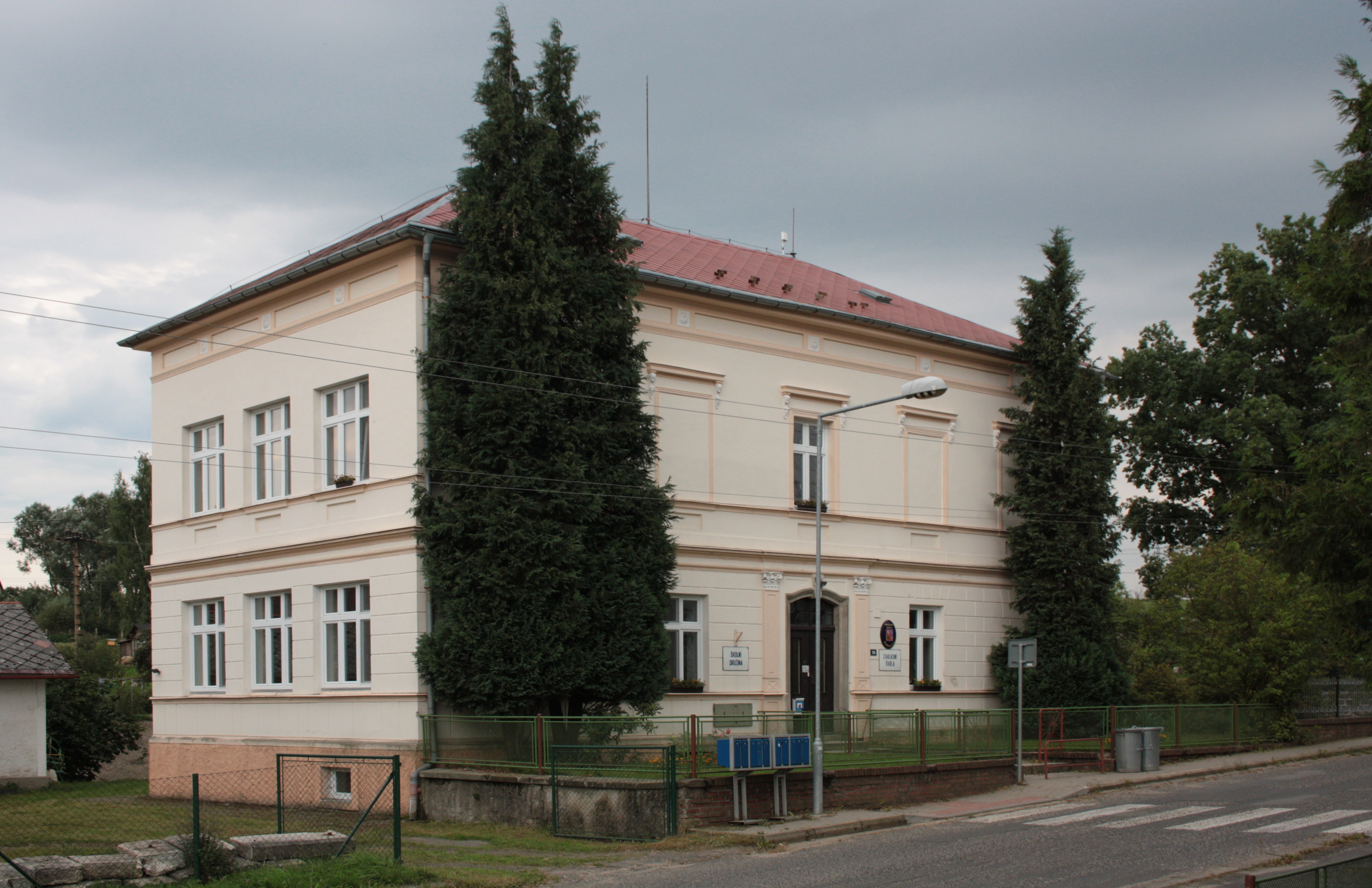
Objekt místní základní školy a školní družiny

Vyučování začalo v Kunraticích v 16. století. Když pak po bitvě na Bílé hoře (1620) a následné rekatolizaci odešel protestantský farář do emigrace, pokračovalo se od roku 1624 s vyučováním v jím uprázdněném domě. Výuku navíc navštěvovaly i děti ze sousedního Dětřichova, a to až do roku 1720, než si Dětřichovičtí postavili školu vlastní. Roku 1724 postihl Kunratice požár, při kterém shořela dosavadní školní budova. Musela být proto postavena nová, která sloužila až do roku 1872, kdy ji nahradil další – dvoutřídní – školní objekt.
K roku 2017 je v obci mateřská škola s kapacitou 25 dětí a devítiletá základní škola pro nejvýše 30 žáků. Ředitelkou obou škol je Edita Balcarová.

### Kultura a sport

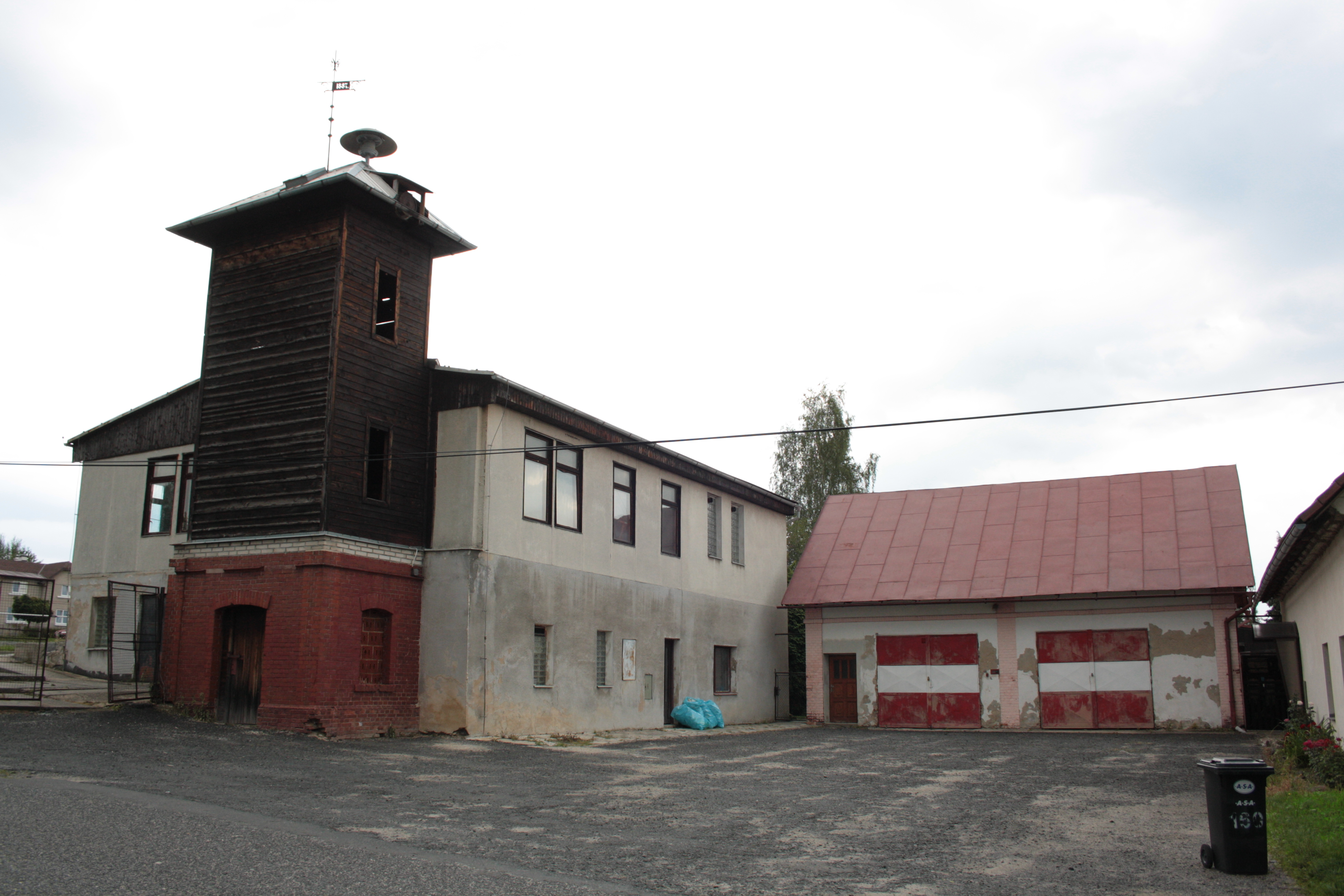
Hasičská zbrojnice

V roce 1876 založili místní obyvatelé hasičský sbor. Od konce září 1945 má sbor k dispozici svou zbrojnici v centru obce. Vedle hasebních zásahů se členové sboru angažují i ve výstavbě budov v obci, například prodejny potravin (1979) či kabin pro sportovce na fotbalovém hřišti (1980), ale pořádají i různé společenské akce. Když se v červenci 1948 konala slavnost k zavěšení nového zvonu do věže kostela Všech svatých, dovezli hasiči na svém voze zvon zakrytý státní vlajkou ke kostelu a po slavnosti provedli jeho zavěšení na příslušné místo. Roku 2016 se hasiči spolu se svými kolegy z Frýdlantu, Dětřichova, Heřmanic a polského Pieńsku podpisem smlouvy zavázali k užší vzájemné spolupráci při zásazích. K dispozici budou mít také česko-polský slovník.
Během roku se v Kunraticích konají taneční zábavy, ale také pořady pro seniory či pro zájemce o astronomii. V obci je činný astronomický kroužek, umožňující zájemcům za příhodného počasí pravidelné sledování oblohy dalekohledem. Od roku 1973 je v Kunraticích činné Myslivecké sdružení, které se v době svého vzniku jmenovalo Kunratice–Višňová. Posléze však změnilo svůj název na Myslivecký spolek Kunratice–zahrady.
Zájemcům o sport je k dispozici fotbalový klub TJ Sokol Kunratice, založený roku 1966. V sezóně 2017/2018 nastupuje k utkáním ve výkonnostně nejnižší třetí třídě, ve které je začleněn do skupiny Sever. Tuto soutěž ale již v roce 2015 vyhráli, nicméně nakonec se místní kluboví činovníci rozhodli nevyužít práva postoupit do vyšší soutěže a setrvali i pro nadcházející sezóny ve třetí třídě. Počínaje rokem 1986 se na začátku září koná turistický výlet po okolí obce nazvaný „Kunratické stopy“. Je určený především dětem, které na několika zastaveních po jeho trase plní stanovené úkoly.

## Pamětihodnosti
Na území katastru obce jsou podle katalogu NPÚ památkově chráněny tři objekty. Vedle kunratického kostela Všech svatých je to krucifix a torzo kaple Panny Marie Bolestné. Čtvrtým památkově chráněným objektem bývala venkovská usedlost číslo popisné 77, která zanikla v druhé polovině 20. století.

### Kostel

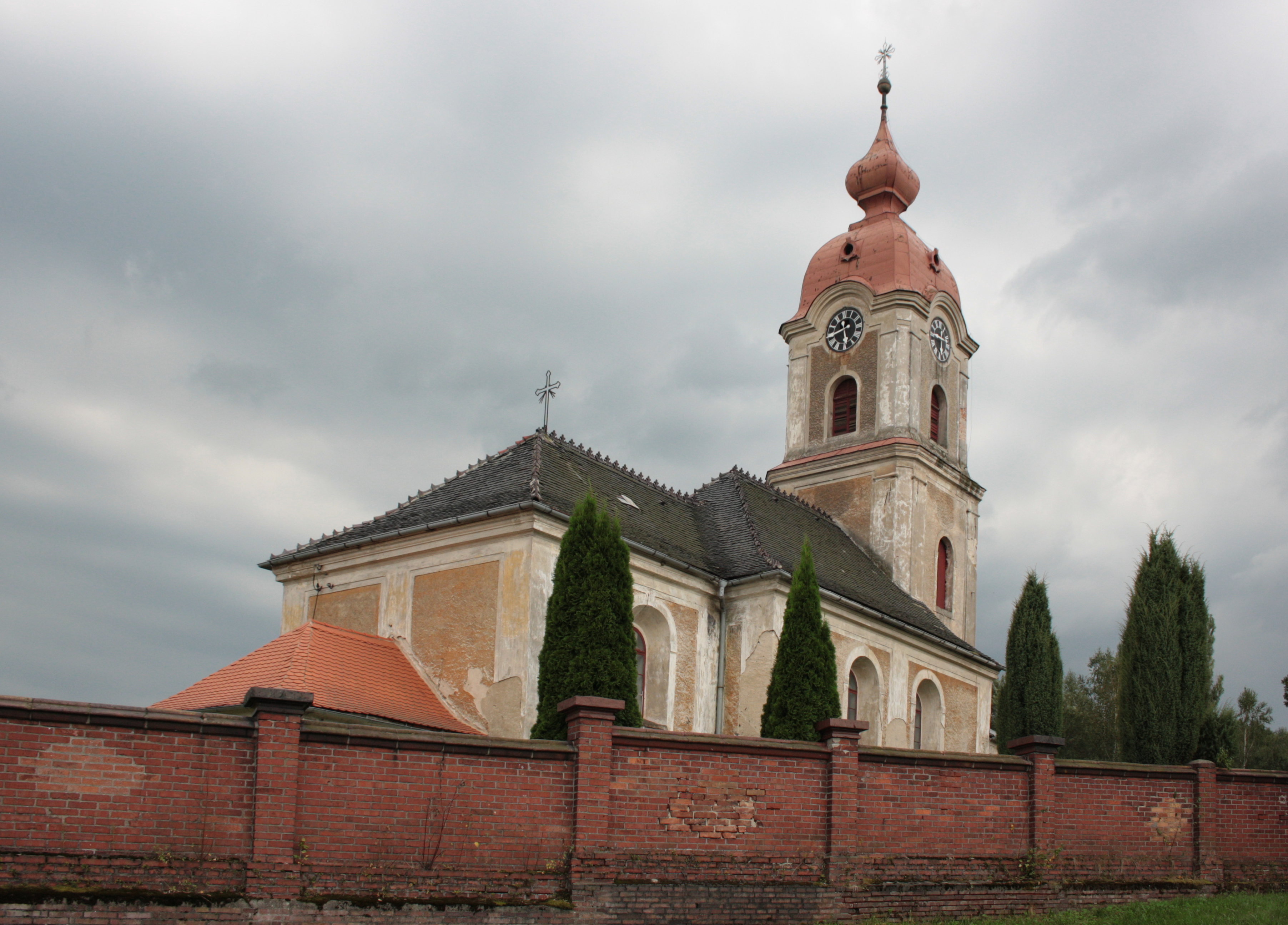
Kostel Všech svatých i se hřbitovní zdí

Sakrální stavba se nachází ve svahu nad silnicí ve středu Kunratic. Původně gotická stavba prošla v 18. století (snad roku 1785) barokní přestavbou. Následně byla ještě roku 1789 upravována. Jednolodní pozdně barokní kostel má obdélníkový půdorys doplněný čtvercovým presbytářem a čtvercově zkosenou sakristií umístěnou v jeho ose. Západní průčelí navíc obohacuje věž, která má po svých stranách polygonové schodištní přístavky. Fasáda kostela je členěna lizénami, vpadlými poli, dále obdélníkovým portálem spolu s obdélnými polokruhem zakončenými okny.

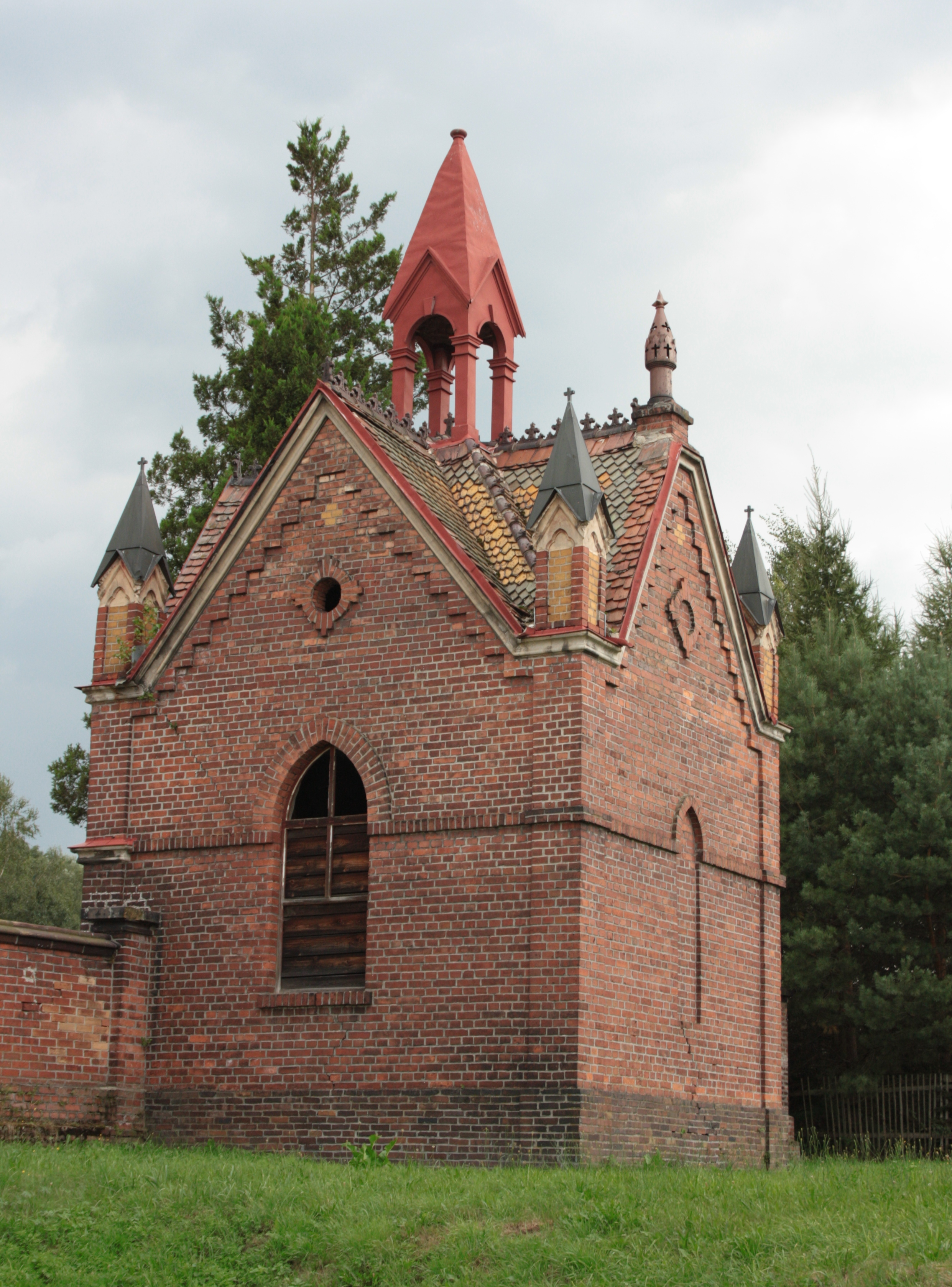
Márnice

Strop presbytáře i lodě obsahuje štuková barokně vyzdobená pole, triumfální oblouk má polokruhovou podobu. Pod věží a v sakristii je strop křížově sklenutý. V kostele se nachází tříramenná dřevěná kruchta podpíraná dřevěnými sloupy. Portálový hlavní oltář je barokní a pochází z období kolem roku 1710. Jeho výzdobu tvoří akantové a páskové prvky doplněné sochami svaté Barbory a svaté Kateřiny, spolu s obrazem z roku 1879, který namaloval Antonín Gareis. V interiéru se nachází také rokoková kazatelna z roku 1786, jež je vyzdobena reliéfem Krista – Dobrého pastýře a na její stříšce se nachází socha Mojžíše. Dveře obsahují kování z doby rokoka.
Kolem kostela se rozkládá hřbitov, jehož ohradní zeď obsahuje výklenky, v nichž se nacházela jednotlivá zastavení křížové cesty, jež mají podobu bíle omítnutých výklenkových kapliček svrchu uzavřených trojúhelníkovými štíty. Do každého ze štítů je vytesáno římským číslem pořadí daného zastavení. V mělkých, půlkruhovitě zakončených výklencích, se pravděpodobně nacházela malovaná nebo terakotová vyobrazení jednotlivých výjevů, jež se ovšem nedochovala. Zeď kolem hřbitova má jednotlivá pole zbudovaná z cihel, které jsou z vnitřní strany většinou omítnuty. Vlastní pole zdi od sebe vzájemně oddělují hranolové pilíře vyzděné z režných červených cihel. Zakrytí pilířů je provedeno pískovcovou hlavicí. Vstup na hřbitov zajišťuje brána svařená z kovových trubek, která se nachází na východní straně areálu. Při severní straně hřbitova byla ke konci 19. století z režného červeného zdiva vybudována márnice o čtvercovém půdoryse. Zakončená je křížovou sedlovou střechou pokrytou glazovanými pálenými taškami bobrovkami, jež v ploše vytvářejí geometrický vzor. Hřebenáče střechy zdobí vystupující křížky. V průniku obou hřebenů je osazen plechový sanktusník s jehlancovým zakončením. Na bocích objektu se nacházejí vysoká okna zakončená lomeným obloukem.

### Krucifix

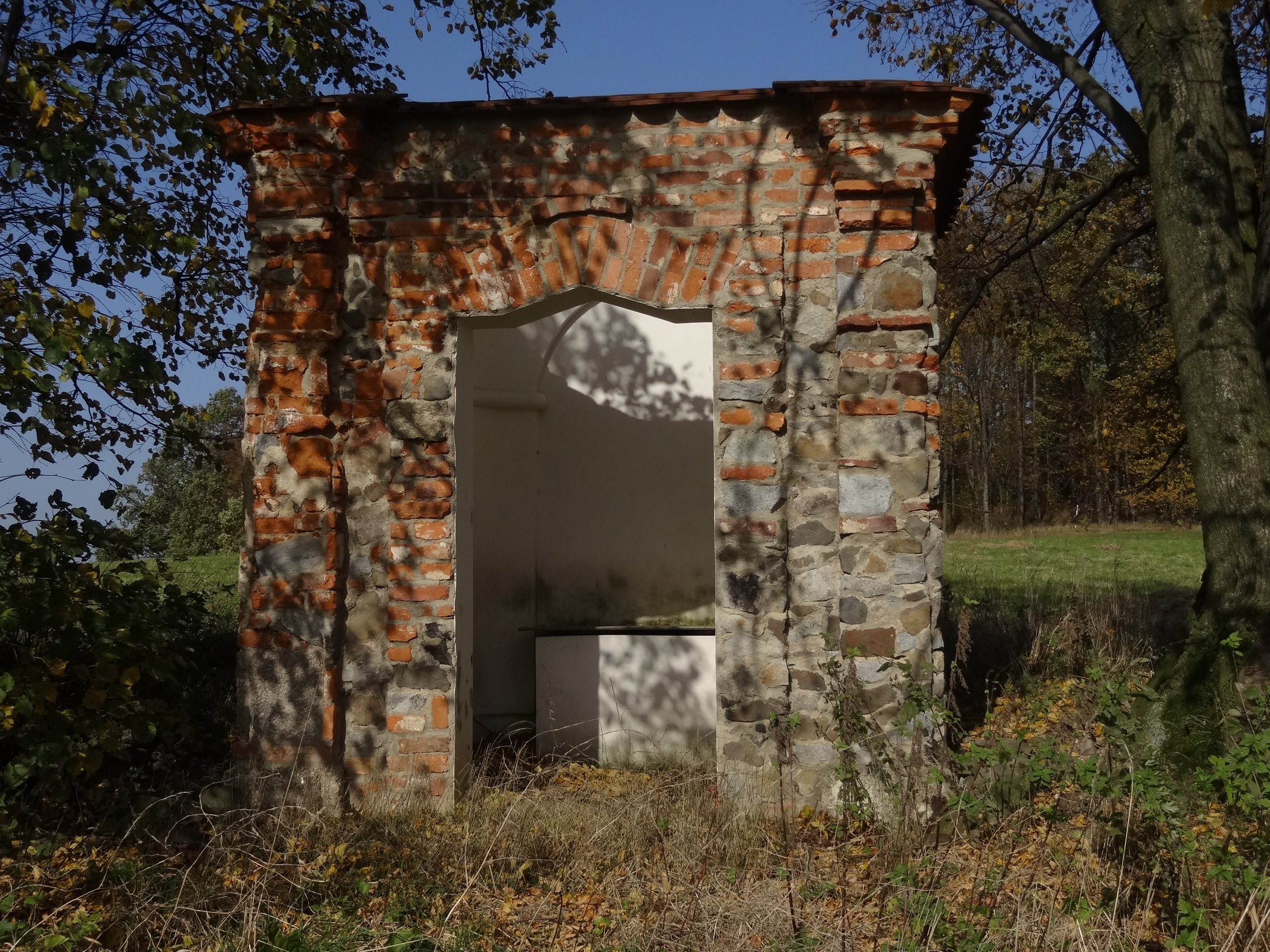
Torzo kaple Panny Marie Bolestné

Před hřbitovem u kostela Všech svatých se nachází litinový kříž pocházející z roku 1830, kdy ho nechal zbudovat Christopher Ritter. Krucifix stojí na klasicistním podstavci majícím luisézní dekor. Mezi kulturní památky byl zapsán 6. dubna 1966.

### Kaple Panny Marie Bolestné
V polích východně od obce, v oblasti zvané Tongrund, se nachází kaple Panny Marie Bolestné. Z kaple se dochovalo pouze torzo ohradní zdi, které je lemováno dvěma vzrostlými lipami. Sakrální stavba měla čtvercový půdorys a zakrývala ji sedlová střecha z vypálených tašek bobrovek. Boční stěny pokrývala hladká omítka, rozčleněná lizénovými poli a pilastry. Na jižní straně se nacházel vstup, jejž rámovalo kamenné ostění. Z kaple se dochovala západní a severní stěna. Z vnitřní strany lze na zdivu pozorovat části pilastrů spolu s náběhy klenby a jejími půlkruhovými výsečemi. Uvnitř kaple stávala dřevěná socha Piety z období konce 18. století. V roce 2013 proběhla rekonstrukce objektu za pomoci finanční dotace Ministerstva kultury České republiky.